# Łącznico-krotnica ŁK-24
Łącznico-krotnica ŁK-24 – uniwersalna łącznica pokładowa  stosowana w jednostkach Sił Zbrojnych Rzeczypospolitej Polskiej.

## Charakterystyka
Łącznico-krotnica ŁK-24 przeznaczona jest do budowy cyfrowych systemów łączności z kanałami podstawowymi o przepływności 16, 32 i 64 kb/s. Zapewnia automatyczną obsługę własnych linii abonenckich, komutowanie kanałów pomiędzy traktami grupowymi, bezpośrednią obsługę 4 radiostacji analogowych oraz dwóch mostków konferencyjnych dla czternastu abonentów każdy. Może być też wykorzystana do organizacji polowych i stacjonarnych węzłów łączności o pojemności do 20 abonentów cyfrowych lub 10 aparatów VolP i 6 traktach cyfrowych. Umożliwia także budowanie sieci szkieletowych IP, zapewniając zestawienie połączeń typu WAN oraz połączeń komutowanych pomiędzy ruterami sieci.

ŁK-24  montowana jest (2021) w zautomatyzowanych wozach dowodzenia: ZWD-1, ZWDSz-1, ZWD-3.